# Quod natura non dat, Salmantica non præstat

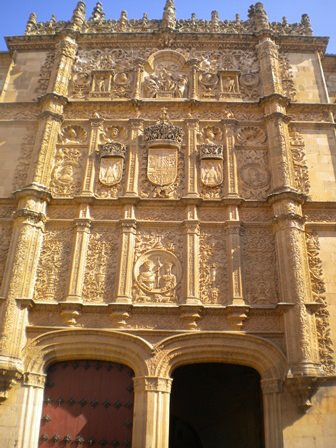
Universitat de Salamanca.

«Quod natura non dat, Salmantica non præstat» (En català: El que la naturalesa no dona, Salamanca no (ho) atorga) és un proverbi llatí que significa que una universitat no pot donar a ningú el que li ha refusat la naturalesa. D'aquesta manera, ni la intel·ligència, ni la memòria ni la capacitat d'aprenentatge, són coses que una universitat pugui oferir als seus alumnes.
S'ha cregut erròniament que aquesta frase correspon al lema de la pròpia Universitat de Salamanca, la qual cosa és una error, puix que els lemes de les Universitats són frases encoratjadores, promotores de l'estudi i de la propagació de la coneixença i les ciències. El lema de la Universitat de Salamanca és: «Omnium scientiarum princeps Salmantica docet»
«La Universitat de Salamanca és la primera en l'ensenyament de totes les ciències».
L'emblema apareix esculpit a la pedra que rep el visitant a l'edifici de les escoles menors de la Universitat de Salamanca.